# داود السعدي
داود السعدي، (1894-1966)، محامي وصحفي وسياسي عراقي، شارك في ثورة رشيد عالي الكيلاني، وشارك في تأسيس حزب الاستقلال العراقي عام 1946، وأختير معتمدا عاماً لهُ في عهد المملكة العراقية.

## الولادة والنشأة
ولد داود بن عبد اللطيف بن داود السعدي في بغداد سنة 1894 لأسرة موصلية، درس في مدارس بغداد وانتمى إلى مدرسة الحقوق العثمانية سنة 1912، واغلقت المدرسة عند نشوب الحرب العالمية الأولى فجند في الجيش العثماني ثم انشأت دار المعلمين في بغداد على أثر الاحتلال البريطاني لبغداد سنة 1917، فألتحق بها للدراسة، وعين في شهر آذار 1918 مديراً لمدرسة الموظفين الماليين ومعلماً للهندسة فيها، كما درس العلوم الرياضية، وأصول التربية، في الدورات التعليمية التي انشأتها دائرة المعارف، وأشترك في حركة الشباب الوطنية، ففصل من الخدمة سنة 1919. ثم استأنف الدراسة في الحقوق عند إعادة فتح مدرسة الحقوق، فنال إجازتها في تموز 1920، وزاول مهنة المحاماة، كما أصدر جريدة (صحيفة) دجلة في 25 حزيران 1921، واستمرت الصحيفة في الصدور إلى 26 تشرين الأول 1922. وكانت غايتها كما ورد في أول اعدادها تأمين استقلال البلاد استقلالاً تاماً وتأسيس حكومة ديستورية يرأسها ملك مقيد بقوانين توافق روح البلاد وتلائم مصلحة الشعب.

## أعماله ووظائفه
مارس مهنة المحاماة وجادل في السياسة، وانتخب نائباً لرئيس نقابة المحامين عند تأسيسها سنة 1933، ثم انتخب نائباً عن الحلة في آب 1935، وعين مدوناً قانونياً في أيار 1936 ثم شغل منصب المدعي العام في آب 1936، لكنهُ لم يلبث أن استقال من وظيفته في تشرين الثاني 1936، على أثر انقلاب بكر صدقي. واعتقل أياماً قليلة في كانون الثاني 1937، ثم انتخب نائباً عن الكوت في كانون الأول 1937 وشهر حزيران 1939 إلى حزيران 1943، وابعد إلى بلدة حلبجة في حوادث كانون الأول 1938، ثم اختير في 11 آب 1939 نقيباً للمحامين لكن الإنتخاب أعد غير قانوني فألغي. وأيد ثورة رشيد عالي الكيلاني في أيار 1941، فلما اجهضت خرج لاجئاً إلى إيران في 30 أيار مع قادة حكومة الدفاع الوطني ووزرائها، وألقي القبض عليهِ في مدينة طهران فنقل إلى الأهواز ومنها إلى وروديسة ثم أعيد للعراق، فاعتقل في بغداد والبصرة والعمارة والسليمانية والموصل، وأفرج عنهُ في نهاية الحرب العالمية الثانية بعد أن قضى في المعتقلات مدة أربعة سنوات وبضعة أشهر. وأشترك في تأسيس حزب الاستقلال سنة 1946، وانتخب نائباً عن بغداد في حزيران 1948، لكنهُ استقال في آذار 1950.

## من مؤلفاته
- شرح قانون العقوبات البغدادي - سنة 1939.
- ساهم في إصدار (المشاكل الخارجية والداخلية والحياة الحزبية في العراق) - سنة 1946.[2]

## وفاته
توفي في بغداد في 31 كانون الأول 1966.